# سیارک ۱۱۱۱۲
سیارک ۱۱۱۱۲ (به انگلیسی: 11112 Cagnoli، نامگذاری:1995WM2) یازده هزار و صد و دوازدهمین سیارک کشف شده‌است، که در ۱۸ نوامبر ۱۹۹۵ کشف شد.
قدر مطلق سیارک برابر ۱۳٫۷۰ است.